# Hidalgo, Reynosa
Hidalgo är en ort i Mexiko.   Den ligger i kommunen Reynosa och delstaten Tamaulipas, i den nordöstra delen av landet, 700 km norr om huvudstaden Mexico City. Hidalgo ligger 33 meter över havet och antalet invånare är 4 810.
Terrängen runt Hidalgo är mycket platt. Runt Hidalgo är det ganska tätbefolkat, med 62 invånare per kvadratkilometer. Närmaste större samhälle är Reynosa, 9,4 km väster om Hidalgo. Trakten runt Hidalgo består till största delen av jordbruksmark.